# Festuca pulchella
Festuca pulchella är en gräsart som beskrevs av Heinrich Adolph Schrader. Festuca pulchella ingår i släktet svinglar, och familjen gräs. Inga underarter finns listade i Catalogue of Life.